# 莎罗马

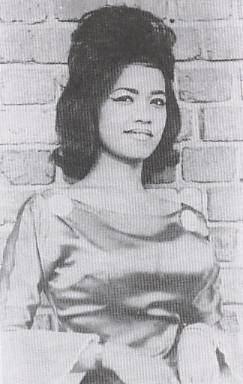
莎罗马

潘斯里莎罗马（1935年1月22日—1983年4月25日），本名莎玛·依斯迈，是马来西亚歌手兼演员。她也是巨星比·南利的第三任妻子，有“亚洲玛丽莲梦露”的美誉。在1950年代至1980年代备受欢迎。1978年，她被政府封为马来西亚首位“Biduanita Negara”（国家级歌手）。
1983年4月25日，莎罗马因由黄疸而引发的肝衰竭去世，年仅48岁，被安葬在安邦路穆斯林公墓。1990年，当丈夫比南利被追封丹斯里勋衔后，她也顺理成章地被封“潘斯里”。以莎罗马名字命名的莎罗马行人天桥在2020年2月5日开放。同年11月26日，她登上谷歌涂鸦。